# Каратаев, Василий Иванович (генерал-майор)
Васи́лий Ива́нович Карата́ев (Коратеев) (1762—1813) — российский командир эпохи наполеоновских войн, генерал-майор Русской императорской армии.

## Биография
Василий Каратаев родился в 1762 году; был выходцем из «штаб-офицерских детей Черниговской губернии».
В 1774 году поступил на воинскую службу в Новотроицко-Екатеринославский 4-й драгунский полк кадетом, где через пять лет был произведён в корнеты.
Принимал непосредственное участие Русско-турецкой войне (1787—1791), Русско-польской войне 1792 года и польских событиях 1794 года.
За проявленную храбрость в баталии под Гейльсбергом в ходе Войны четвёртой коалиции Каратаев 12 декабря 1807 года получил чин полковника.
15 ноября 1807 года возглавил Новотроицко-Екатеринославский 4-й драгунский полк.
12 октября 1811 года Василий Каратаев принял командование над Астраханским кирасирским полком.
Начало Отечественной войны 1812 года Каратаев встретил в составе ввереного ему полка который сражался в составе 1-й кирасирской бригады 1-й кирасирской дивизии и входил в 5-й резервный гвардейский корпус Первой Западной армии. Был дважды ранен в ходе Бородинской битвы.
16 марта 1813 года Каратаеву было присвоено звание генерал-майора. В этом звании он в 1813 году принял участие в заграничном походе русской армии, в ходе которого был снова ранен в Битве народов. тяжелые раны дали о себе знать и в этом же году Василий Иванович Каратаев умер.